# Jean-Marie Rückebusch
Jean-Marie Rückebusch est un peintre aquarelliste français (né à La Madeleine le 20 juillet 1916, mort 13 juillet 1984 à Hallencourt).
Cet artiste qui vivait de son art a réalisé des vues pittoresques de Picardie (Péronne, Amiens, Vimeu) et d'ailleurs (Paris, Rouen, Dunkerque, les Landes, Bruxelles...), d'autres des étangs, mais également des paysages pyrénéens et des marines (Pornic, Noirmoutier).

## Biographie
Issu d'une famille d'artistes (un grand-père sculpteur, deux oncles architectes, une sœur premier prix de piano du conservatoire) il peint sa première toile vers l'âge de 16 ans, et ne posera ensuite plus les pinceaux.
Il suit les cours des Beaux Arts de Lille et intégrera, à l'issue d'un cycle brillant (30 médailles récompensèrent ses études), les Beaux-Arts de Paris, où il a été reçu premier au concours d'entrée. Il y étudie l'architecture, la peinture et la décoration.
Il achève ses études d'architecture en 1947. Il a comme professeur Roger-Henri Expert (auteur notamment des plans de l'ambassade de France à Belgrade et de ceux de la fontaine de Chaillot, décorateur principal du paquebot Normandie).
Jusqu'en 1950, Rückebusch met son talent au service des agences parisiens d'architecture, puis il refuse de prendre part à la construction d'un monde peuplé de grands ensembles et d'usines démesurées. Il met alors un terme à une carrière prometteuse (il avait conçu le château d'eau en forme de tulipe, construit dans plusieurs pays) pour se consacrer et vivre exclusivement de sa peinture. Il s'installe alors rue du Dragon à Paris.
Après des premiers temps difficiles et une période d'adaptation délicate à la vie de province, soutenu par son épouse (institutrice, ils s'étaient mariés en 1938 et ils eurent 4 enfants), Rückebusch commence à vivre ensuite de son art de façon correcte.
Il expose à plusieurs reprises au Salon d'automne, et s'habitue peu à peu aux vertus propres des picards : solidité, ténacité, amitié indéfectible. Il aime les paysages de la Picardie et plus spécialement les étangs et les panoramas de la haute vallée de la Somme.
Fasciné par le ciel et par l'eau, il se rend souvent sur les rives du fleuve à n'importe quel moment de l'année et de la journée pour chercher l'inspiration, nécessaire à la confection de ses œuvres.
Il meurt le 13 juillet 1984 à l'âge de 68 ans.

## Œuvre exposée
L'aquarelle Ciel de Picardie, exposée au musée Alfred Danicourt de Péronne.